# Zheravna

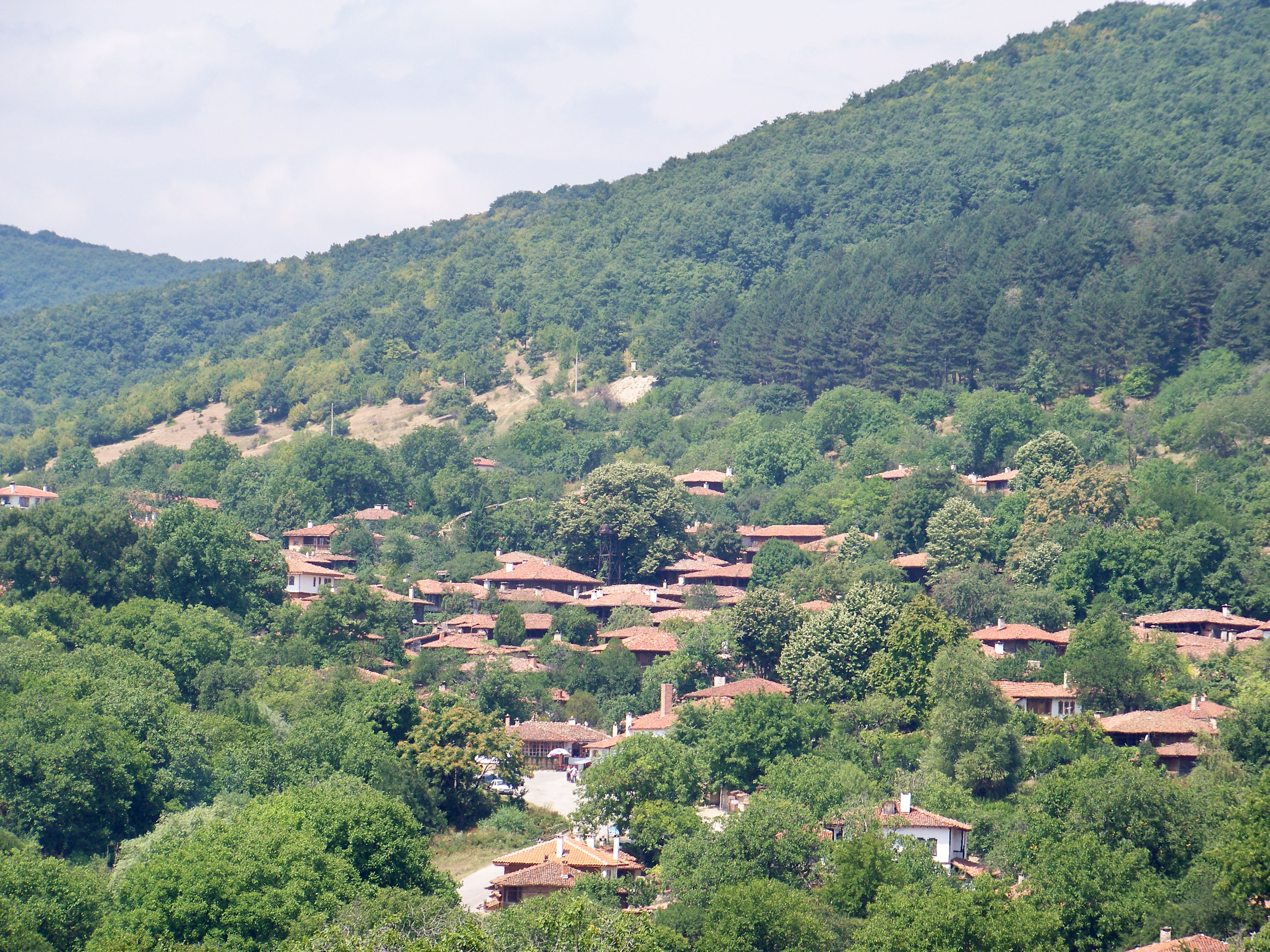
Paisaje de Zheravna

Zheravna (en búlgaro: Жеравна) es una población situada en el centro-este de Bulgaria a 579 m sobre el nivel del mar, parte del municipio de Kotel. Situada en un pequeño valle al sur de los montes Balcanes es una reserva arquitectónica de importancia nacional constituida por más de 200 casas de madera del período del Renacimiento Búlgaro (siglos XVIII y XIX) y un destino turístico en desarrollo.
La población surgió entre los siglos XII y XIV y se convirtió en un centro cultural y artesanal en el siglo XVIII. A medida que la población local prosperaba, el paisaje arquitectónico se enriqueció con edificios de madera de dos pisos rodeados por muros de piedra y callejones empedrados.
Entre los lugares populares de Zheravna se encuentran el hogar-museo del mercader Rusi Chorbadzhi de principios del siglo XVIII, la Iglesia de San Nicolás inaugurada en 1834, con iconos de los siglos XVIII y XIX, el hogar-museo del famoso escritor búlgaro Yordan Yovkov, nacido en la población en 1880 y una galería de arte que ocupa la vieja escuela y el hogar-museo del educador Sava Filaterov.
En el año 2005 Zheravna tenía una población de 460 habitantes y el alcalde era Lachezar Germanov. 

## Etimología
Aunque está extendida la teoría de que el nombre de Zheravna procede de zherav, (en búlgaro жерав, grulla) no es muy probable, ya que en la zona no habitan grullas. Lo más probable es que el nombre de la población derive de la palabra eslava zherkov, un molino de agua.En los últimos siglos la población recibía el nombre de Zheruna, pero tras la liberación de Bulgaria del dominio otomano en 1878 el nombre cambió progresivamente a Zheravna.

## Historia
En el pasado el territorio fue ocupado por un antiguo asentamiento tracio llamado Potuka (y actualmente hay un lugar en el municipio que recibe ese nombre).
En la Edad Media y tras la llegada de los búlgaros, el pueblo de Zheravna adquirió su localización actual, desarrollando diversas actividades artesanales, agrícolas y comerciales. Durante el siglo XVII prosperó debido a su posición estratégica en el camino a la antigua capital búlgara de Tarnovo. De esta época se conservan varias casas con techos tallados de forma ornamental y con puertas, ventanas e iconostasios de decoración exquisita.
Actualmente la antigua escuela ha sido convertida en museo, y todavía se conservan muchas fuentes y molinos antiguos. En el pueblo también se han abierto varias escuelas de talla de madera.

## Honores
El glaciar Zheravna, en la Isla Greenwich, en las islas Shetland del sur, en la Antártida, recibió su nombre de la población.

## Galería de imágenes

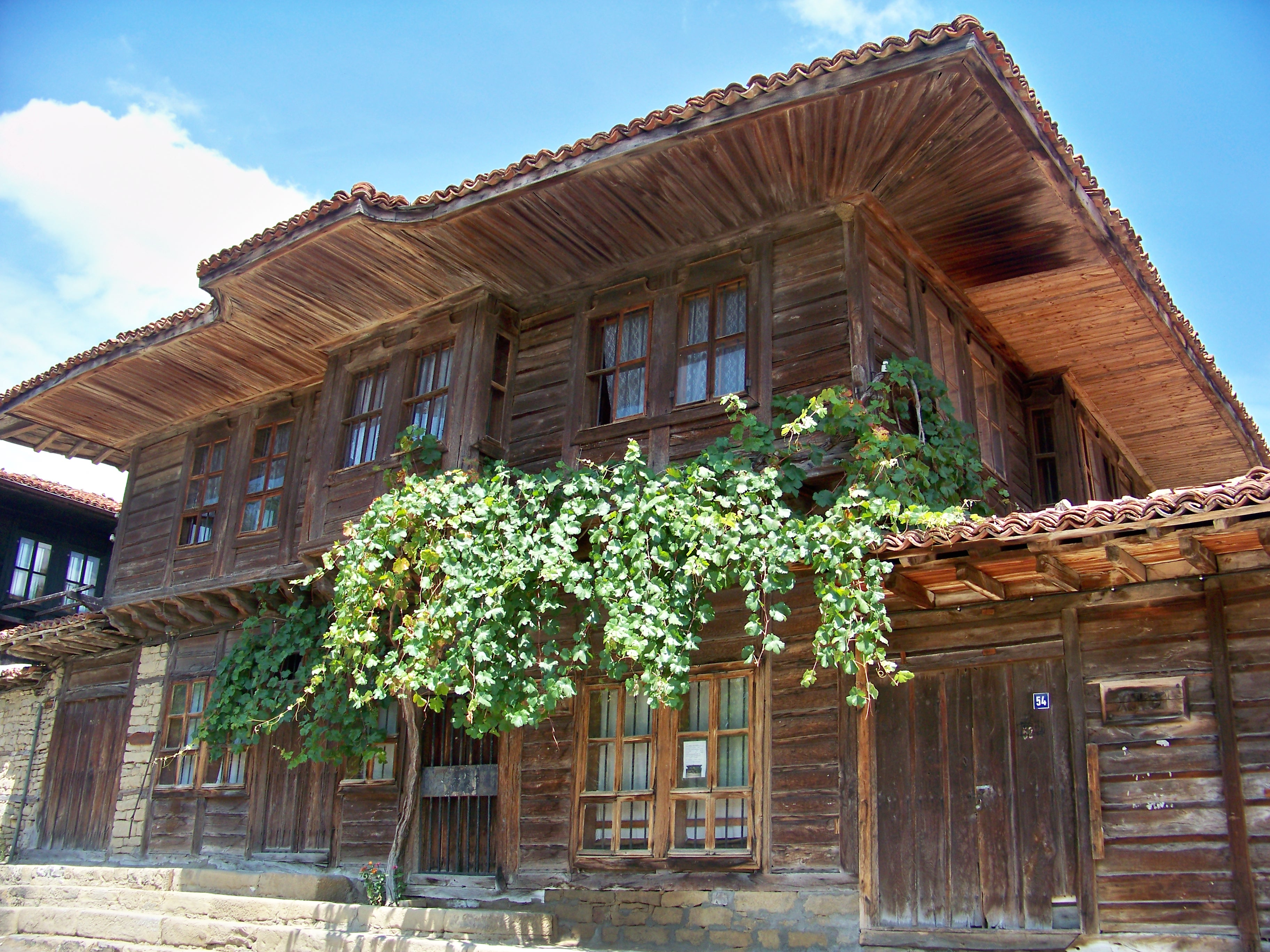
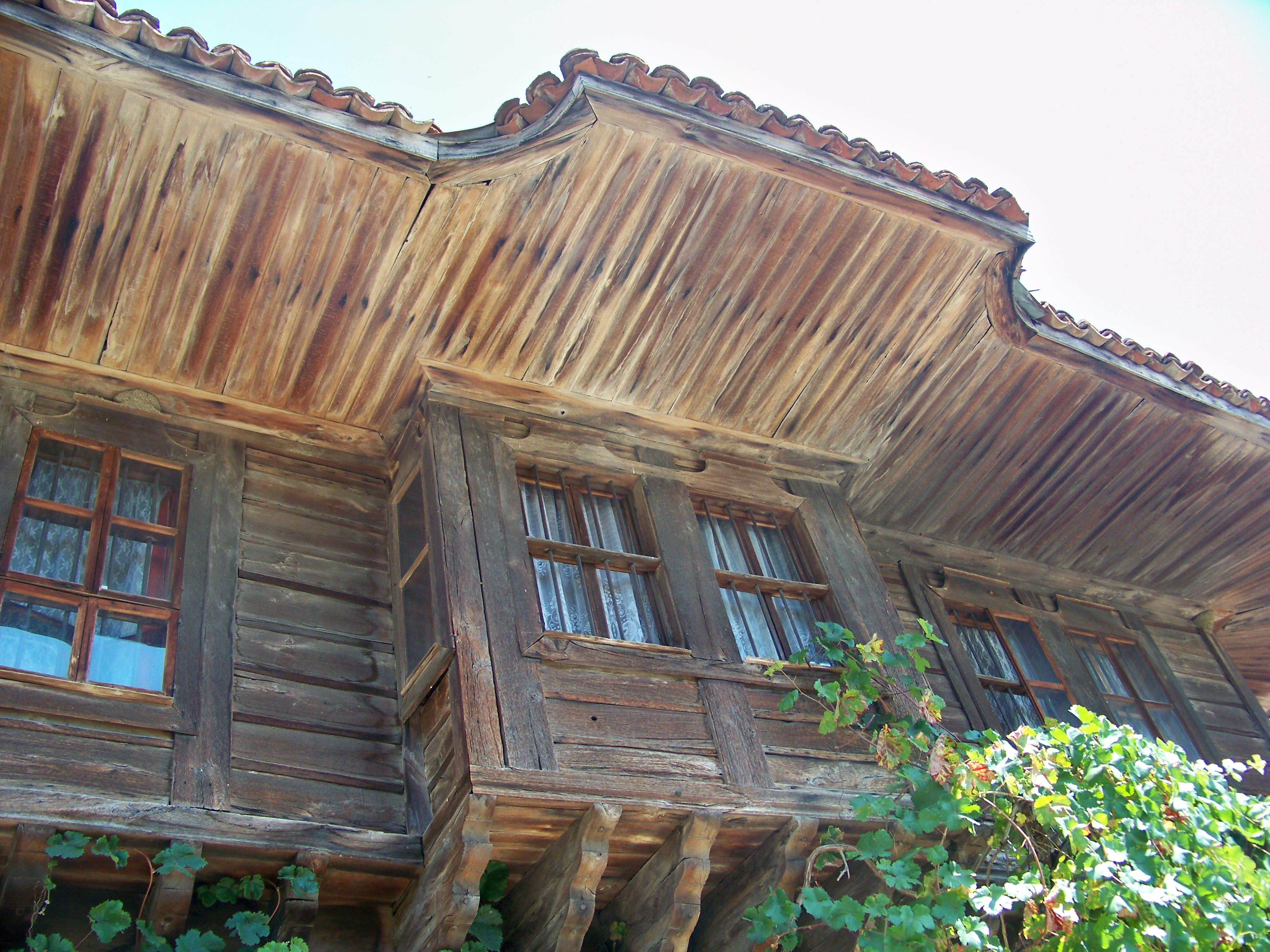
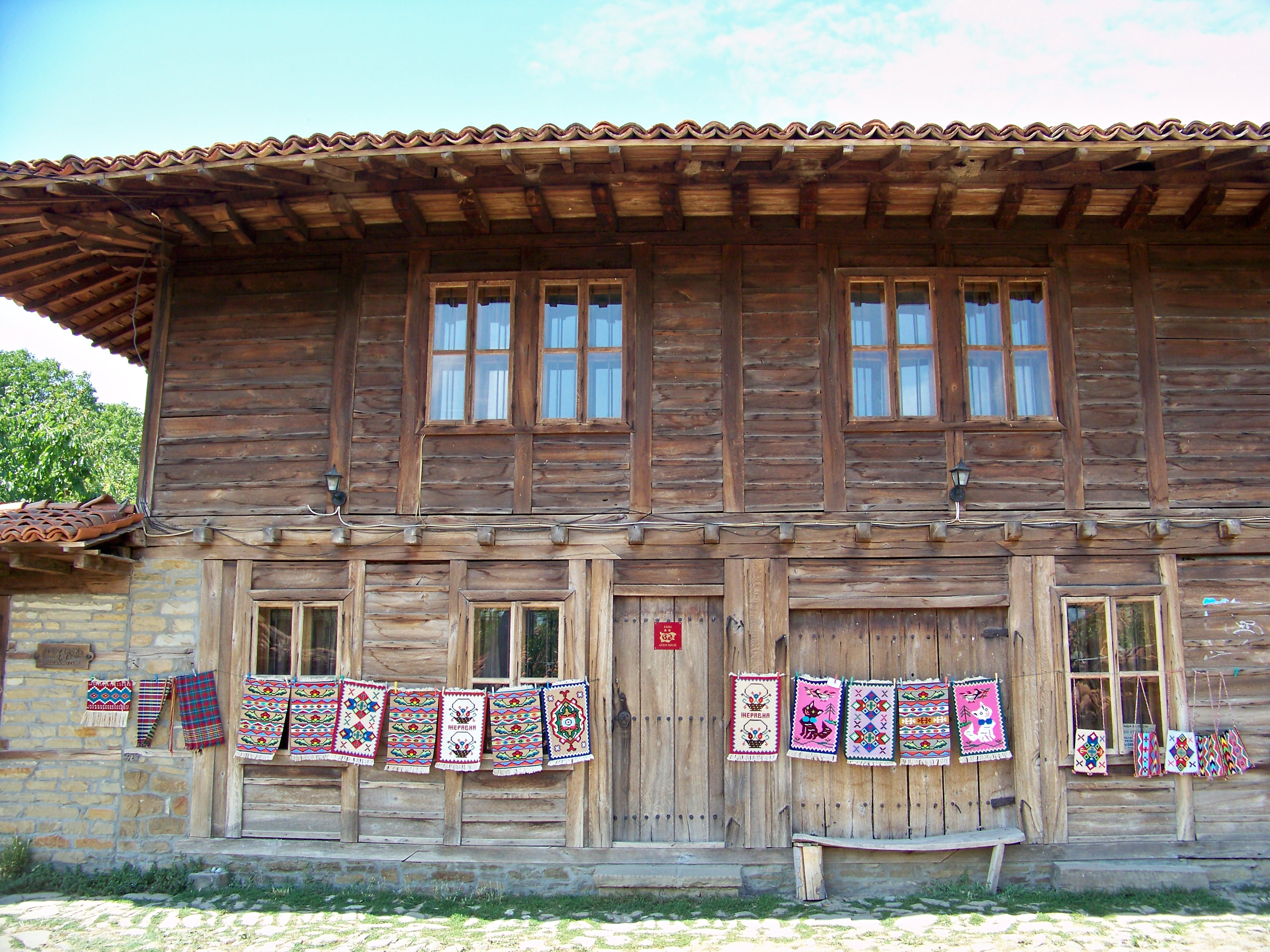
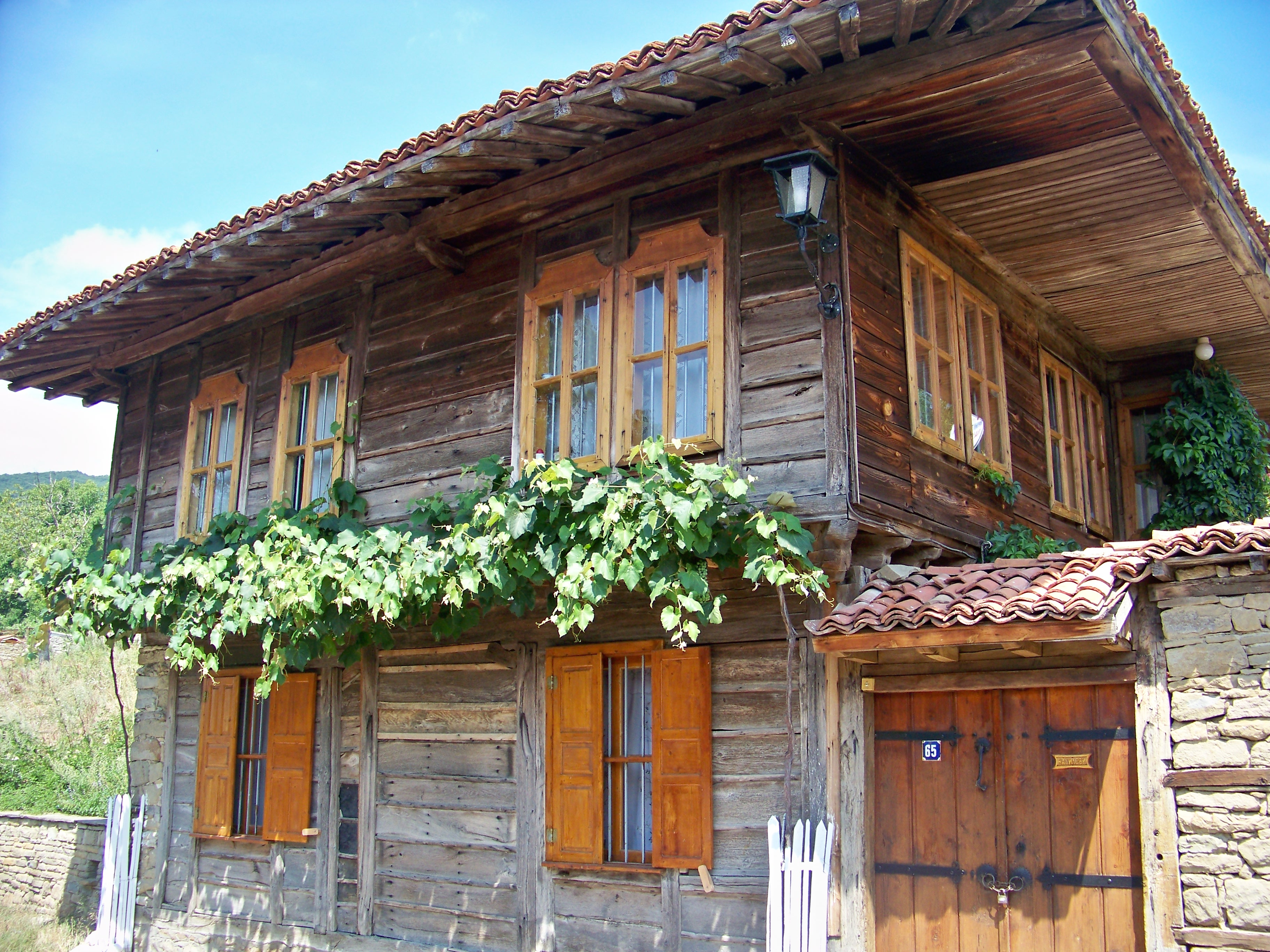
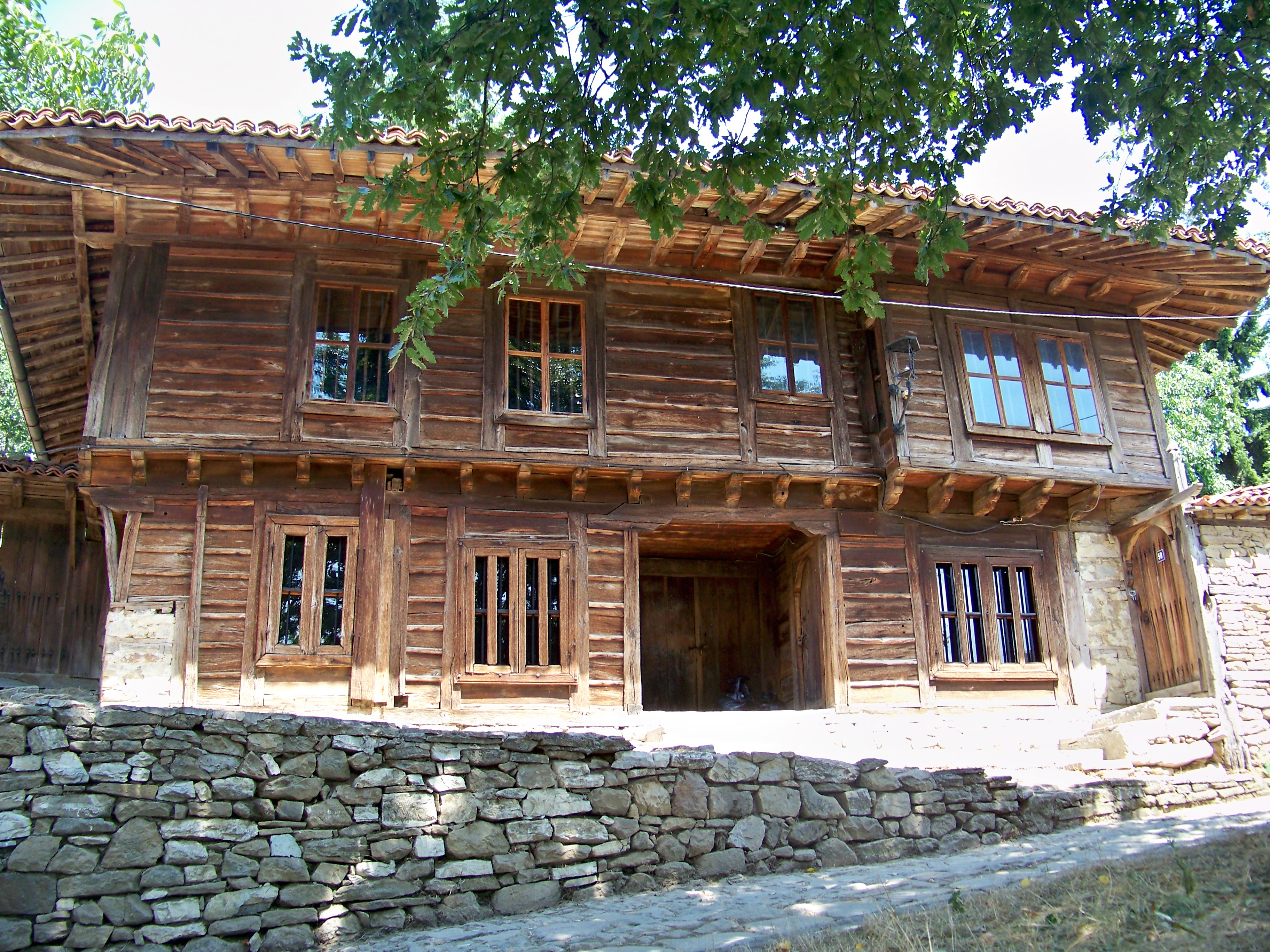
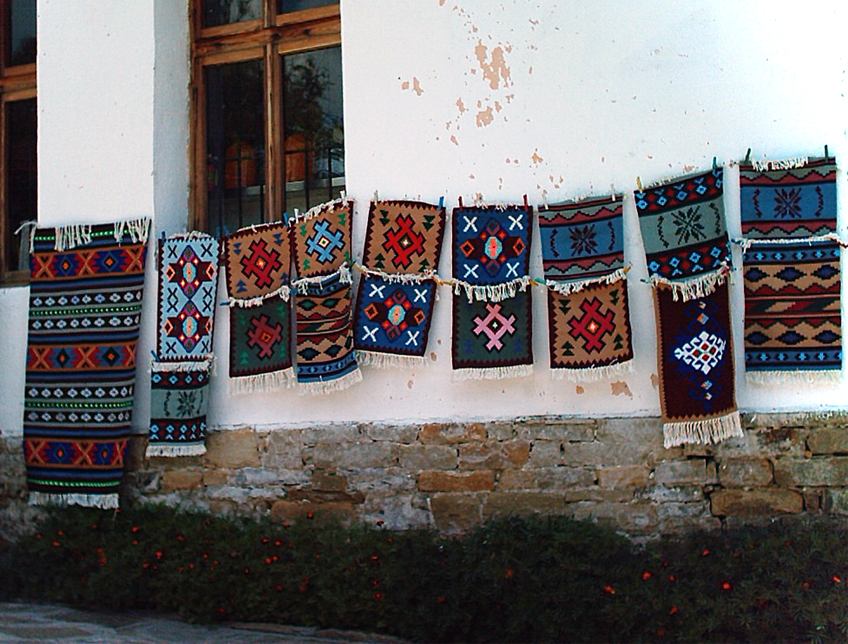
Alfombras artesanales de Zheravna
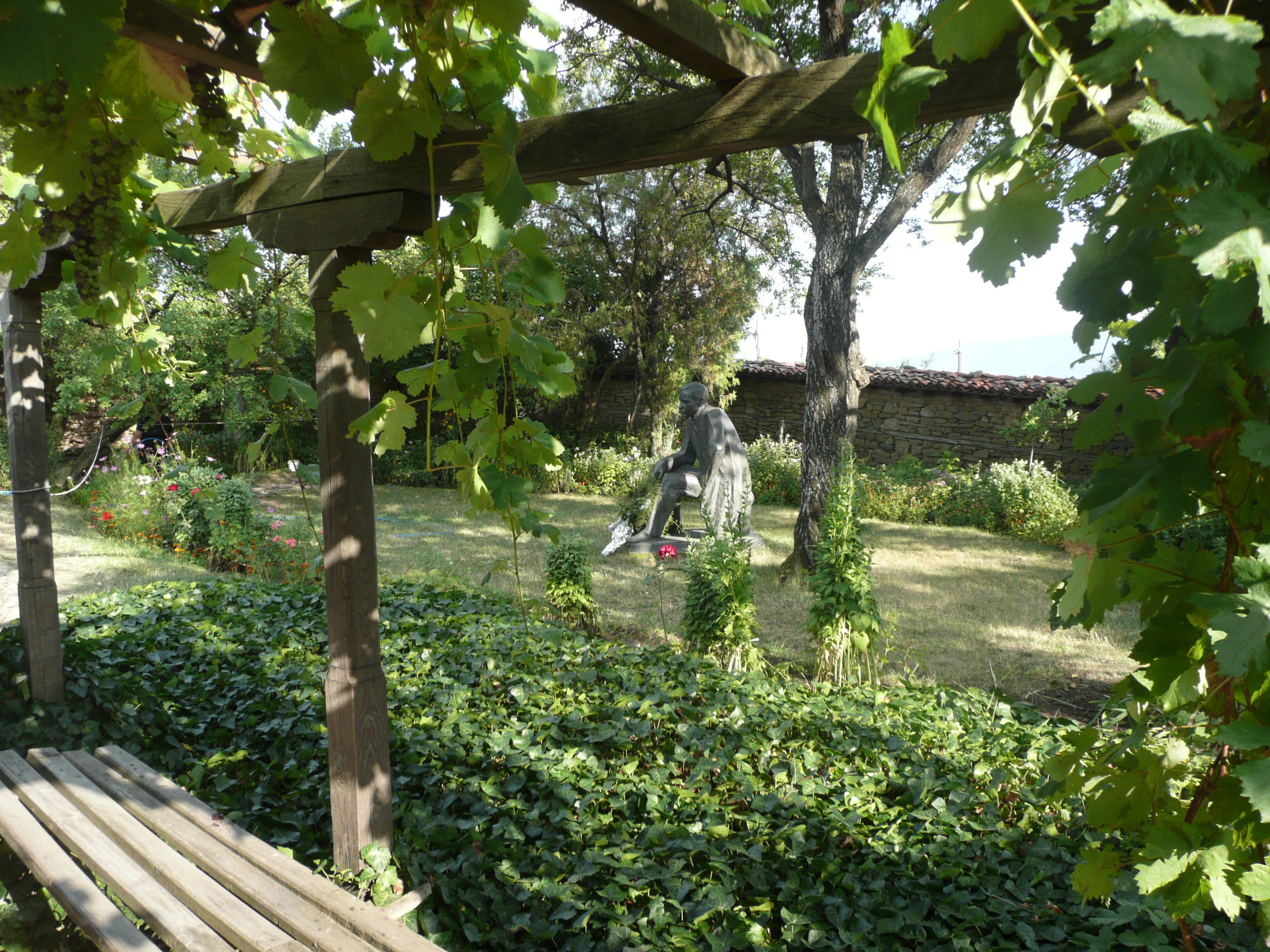